# 瑪麗亞馬德雷島

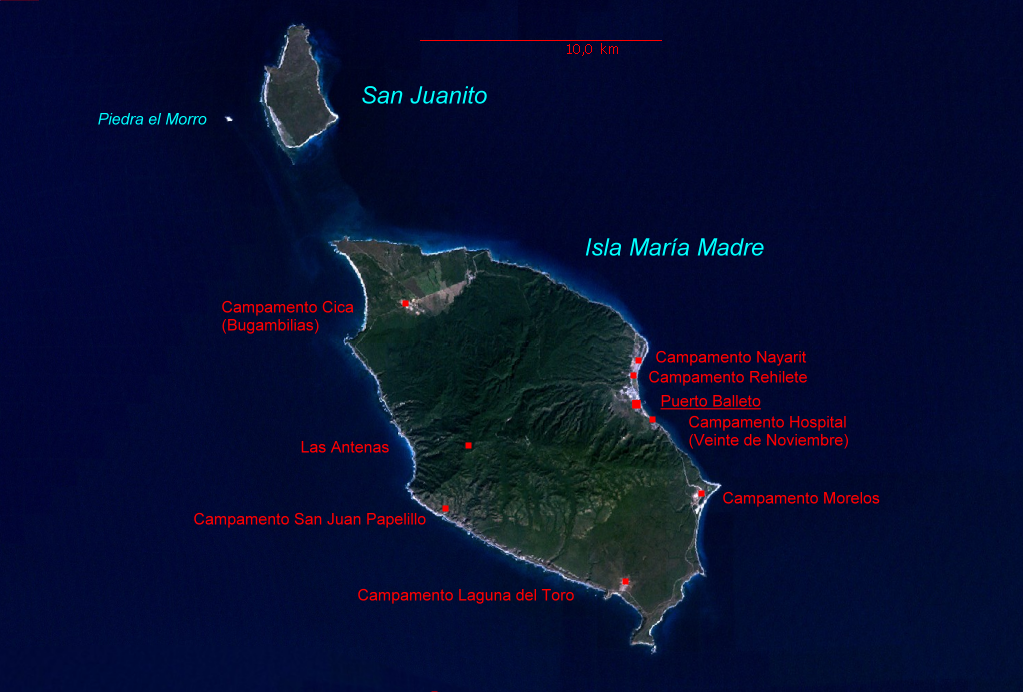

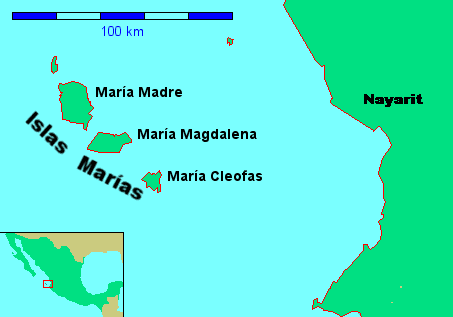

瑪麗亞馬德雷島是墨西哥的島嶼，屬於瑪麗亞群島的一部分，位於太平洋海域，長20.8公里、寬11.4公里，面積145.28平方公里，最高點海拔高度616米，2005年人口1,116。